# Ali Diab
Ali Diab (en árabe: علي دياب‎; campiña de Damasco, Siria, 23 de mayo de 1982) es un exfutbolista de Siria que jugaba en la posición de defensa central.

## Carrera

### Club
| Periodo   | Club                        |
| --------- | --------------------------- |
| 2003-2010 | Al-Majd SC                  |
| 2004-2005 | → Al-Jaish Damasco (cedido) |
| 2010      | → Shanghai Shenhua (cedido) |
| 2010-2011 | Al-Shorta Damasco           |
| 2011-2013 | Duhok SC                    |
| 2013-2019 | Al-Wahda Damasco            |

### Selección nacional
Jugó para Siria en 73 ocasiones de 2004 a 2013 y anotó dos goles; participó en la Copa Asiática 2011.

## Logros
- Liga Premier de Siria (1): 2013-14
- Copa de Siria (5): 2004, 2013, 2015, 2016, 2017
- Supercopa de Siria (1): 2016
- Copa AFC (1): 2004